# Milano ATP Challenger 2025
Il Milano ATP Challenger 2025 è stato un torneo maschile di tennis professionistico. È stata la 19ª edizione del torneo, facente parte della categoria Challenger 75 nell'ambito dell'ATP Challenger Tour 2025, con un montepremi di 91 000 €. Si è giocato dal 23 al 28 giugno 2025 sui campi in terra rossa del Aspria Harbour Club Milano di Milano, in Italia.

## Partecipanti

### Teste di serie
| Nazionalità | Giocatore                | Ranking* | Testa di serie |
| ----------- | ------------------------ | -------- | -------------- |
| Croazia     | Dino Prižmić             | 175      | 1              |
| Belgio      | Kimmer Coppejans         | 237      | 2              |
| Paesi Bassi | Max Houkes               | 256      | 3              |
| Cile        | Matías Soto              | 257      | 4              |
| Messico     | Rodrigo Pacheco Méndez   | 259      | 5              |
| Portogallo  | Frederico Ferreira Silva | 261      | 6              |
| Croazia     | Mili Poljičak            | 265      | 7              |
|             | Ivan Gakhov              | 268      | 8              |

* Ranking al 16 giugno 2025.

### Altri partecipanti
I seguenti giocatori hanno ricevuto una wild card per il tabellone principale:
- Marco Cecchinato
- Gabriele Piraino
- Jacopo Vasamì

Il seguente giocatore è entrato in tabellone con il ranking protetto:
- Francesco Forti

Il seguente giocatore è entrato in tabellone nell'ambito dello Junior Accelerator Programme:
- Rafael Jódar

Il seguente giocatore è entrato in tabellone nell'ambito del Next Gen Accelerator Programme:
- Diego Dedura

I seguenti giocatori sono entrati in tabellone come alternate:
- Oleg Prihodko
- Oriol Roca Batalla

I seguenti giocatori sono passati dalle qualificazioni:
- Giovanni Fonio
- Thomas Faurel
- Jacopo Berrettini
- Federico Bondioli
- Andrés Santamarta Roig
- Max Alcalá Gurri

Il seguente giocatore è entrato in tabellone come lucky loser:
- Tiago Pereira

## Punti e montepremi
| Torneo    | Torneo              | V     | F     | SF    | QF    | 2T    | 1T  | Q | Q2  | Q1  |
| Singolare | Punti               | 75    | 44    | 22    | 12    | 6     | 0   | 4 | 2   | 0   |
| Singolare | Premi in denaro (€) | 9 880 | 5 820 | 3 450 | 2 000 | 1 165 | 720 | – | 360 | 185 |
| Doppio    | Punti               | 75    | 44    | 22    | 12    | –     | 0   | – | –   | –   |
| Doppio    | Premi in denaro (€) | 4 250 | 2 450 | 1 480 | 880   | –     | 500 | – | –   | –   |

## Campioni

### Singolare
Marco Cecchinato ha sconfitto in finale  Dino Prižmić con il punteggio di 6–2, 6–3.

### Doppio
Matthew Romios /  Ryan Seggerman hanno sconfitto in finale  George Goldhoff /  Ray Ho con il punteggio di 3–6, 7–5, [10–8].